# Belinda Bidwell
Belinda Bidwell (* 22. April 1936; † 28. April 2007 in Fajara/Bakau) war eine gambische Politikerin und ehemalige Sprecherin der Nationalversammlung des Landes.

## Leben
Bidwell studierte an der University of Oxford und erwarb den Bachelor’s degree in Environmental Studies. Danach ging sie an die University of Chicago und graduierte dort 1973. Nach Beendigung ihres Studiums ging sie nach Gambia zurück und unterrichtete am Gambia College, wo sie bis zu ihrem Ruhestand in den frühen 1990er Jahren unterrichtete.
Nach ihrem Ruhestand unterrichtete sie freiwillig einige Zeit an der St. Joseph’s Senior Secondary School und an der Gambia High School in Banjul als Lehrerin. Von April 2006 bis Januar 2007 war sie Sprecherin der Nationalversammlung (Speaker of the National Assembly), zuvor seit 2002 war sie schon stellvertretende Sprecherin der Nationalversammlung (Deputy Speaker of the National Assembly). Ihre Nachfolgerin wurde Fatoumatta Jahumpa-Ceesay.
Bidwell starb am Morgen des 28. April 2007 in ihrem Haus in Fajara nach einem Herzinfarkt im Alter von 72 Jahren.